# Rikard Palm
Rikard Gunnar Wilhelm Palm, född 8 februari 1961 i Hudiksvall, är en svensk journalist och under en period nyhetsankare för SVT:s nyhetsprogram Rapport.

## Biografi
Palm växte upp i Farsta i södra Stockholm och har arbetat som sjukvårdsbiträde, vaktmästare, spärrexpeditör, taxichaufför och busschaufför på SL. Han gick journalistutbildning på Tollare folkhögskola i Nacka och inledde därefter sin journalistiska karriär på tidningen Hälsingekuriren i Hälsingland. Han gjorde en kortare sejour som kriminalreporter på Sundsvalls Tidning innan han 1990 började på TV 2 i Sundsvall som reporter på nyhetsredaktionen Mittnytt. Efter fyra år i Sundsvall rekryterades Palm till Rapport i Stockholm. Två år senare, 1996, fick han med kort varsel hoppa in för en plötsligt sjuk programledarkollega på morgonnyheterna och var under en period nyhetsankare på Rapport morgon.
Rikard Palm är även känd för bloopers från sina nyhetssändningar som roar många. Palm blev bland annat uppmärksammad i spanska medier när han rakade av mustaschen mellan två nyhetssändningar efter att tittarna reagerat.
Tittarna reagerade rejält då SVT valde att flytta honom från morgonsändningarna till nattsändningar i november 2008.